# Magyar Olimpiai és Sportmúzeum

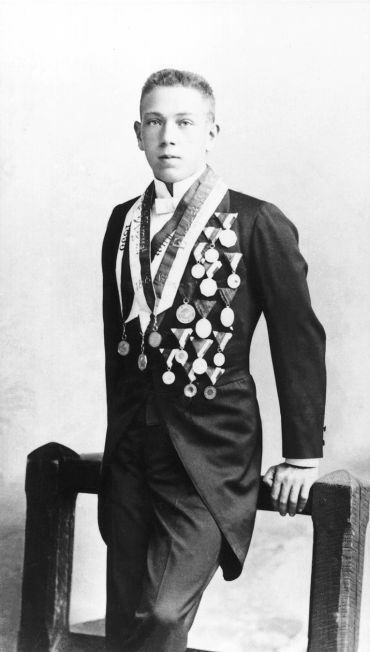
A múzeum a Báthori u. 5. szám alatt - Hajós Alfréd volt lakásában - kezdte meg működését

A Magyar Olimpiai és Sportmúzeum (korábbi nevén: Testnevelési és Sportmúzeum) a magyar sport történetét bemutató országos szakgyűjtemény, amelynek SportAgóra kiállítóterme  Budapest XIV. kerületében, az Ifjúság útján található a Papp László Budapest Sportaréna mellett.

## Története
Már 1926-ban rendeztek sporttörténeti kiállítást a Magyar Nemzeti Múzeumban. Az 1931-ben létrehozott Turista Múzeum, valamint a Testnevelési Főiskola sport-tárgyú gyűjteményei a második világháború áldozatává váltak. 
Állandó kiállítást első olimpiai bajnokunk, Hajós Alfréd lakásában rendeztek be 1959-ben. (Hajós Alfréd 1955-ben hunyt el.) 1975-ben a Népstadion egykori Dózsa György úti felvonulási épületébe költözött a gyűjtemény. A Papp László Budapest Sportaréna építésekor a metróállomás és az aréna közötti területen kapott a múzeum állandó kiállítóteret. A múzeum irodái a Puskás Ferenc Stadionban voltak az épület bontásáig. Ezt követően a Hermina út 49.-be költöztek. 2017-től a Dózsa György út 1-be, a BOK Sportcsarnokba kerültek át.

## Részei
- Hajós Alfréd-gyűjtemény
- Mező Ferenc-gyűjtemény
- Pobuda-gyűjtemény
- Kerezsi-gyűjtemény
- Szepes Béla-gyűjtemény
- Turistamúzeum, Dobogókő

## Állandó kiállítása
- Turistamúzeum, Dobogókő

## Igazgatók
- Bakonyi Károly (1969–1990)
- Dr. Szabó Lajos (1990–2024)
- Iváncsó Ádám, megbízott (2024–2025)
- Salamon Judit, múzeumvezető (2025– )

## Lásd még
- Budapest múzeumainak listája
- A múzeum ismeretterjesztő, sporttörténeti írásai az alábbi linken érhetőek el: https://sportmuzeum.hu/spoerttortenet/